# Boscoreale
Boscoreale, prononcé : [boskoreˈaːle], est une ville d'environ 27 740 habitants située dans la ville métropolitaine de Naples, en Campanie, dans l'Italie méridionale.

## Géographie

### Hameaux
Tufano, Passanti, Marchesa, Pellegrini, Cangiani, Marra.

### Communes limitrophes
Boscotrecase, Poggiomarino, Pompei, Scafati, Terzigno, Torre Annunziata.

## Histoire

### Évolution démographique
Habitants recensés

## Administration
| Période                                  | Période  | Identité                                                 | Étiquette | Qualité                   |
| ---------------------------------------- | -------- | -------------------------------------------------------- | --------- | ------------------------- |
| 26 janvier 2006                          | En cours | Francesco Antonio Cappetta, Francesco Greco, Ivo Salemme |           | Commissione Straordinaria |
| Les données manquantes sont à compléter. |          |                                                          |           |                           |

## Monuments

### Églises
- Église de Santa Maria Salòme
- Chapelle de Maria Santissima di Montevergine e Palazzo Zurlo
- Chapelle de San Antonio di Padova

### Palais
- Palazzo de Prisco

### Autres
- Villa Regina

La Villa Regina (en) est un très bel exemple de villa rurale du Ier siècle apr. J.-C. Dégagée de la sédimentation consécutive à l'éruption de 79, elle se trouve donc très en dessous du niveau actuel du sol. La villa est très bien restaurée ; on peut admirer en particulier un chai d'amphores enterrées jusqu'au col destinées à la conservation du vin. Devant la villa se trouve un tronc d'arbre pétrifié depuis l'éruption et une vigne cultivée comme dans l'Antiquité. 
Lors des fouilles, les archéologues ont dégagé les vestiges d'amphores contenant un vin noir pétrifié, identifié comme le Boscorealis Ebrietatum de Cicéron. 
- Antiquarium

À côté de la Villa Regina se trouve un petit musée de la vie quotidienne rurale dans l'Antiquité, l'Antiquarium. Se trouvent juxtaposés aussi bien de petits objets du quotidien (ciseaux, bijoux, peignes...), des outils agricoles (des amphores) et des productions (des graines, une miche de pain), des moulages (un porc pris par la nuée ardente) et une maquette de la Villa.
- Olives pétrifiées

Selon le centre de recherches d'Archéobiologie et d'Archéobotanique des Sociétés, des olives pétrifiées et parasitées par Bactrocera oleae ont été retrouvées lors des fouilles de la villa dévastée par l'éruption de 79 du Vésuve.

#### Sites
- Herculanum
- Oplontis
- Pompéi
- Stabies

#### Éruption de 79
- Éruption du Vésuve en 79 :
- Destruction de Pompéi
- Géologie et histoire éruptive du Vésuve

#### Ressources
- Style pompéien
- Pompéi dans les aquarelles de Luigi Bazzani
- Musée archéologique national de Naples
- Art de la Rome antique
- Peinture romaine
- Mosaïque romaine
- Villa rustica
- Villa romaine
- Villa suburbaine
- Villa urbana
- Domus
- Table de Peutinger
- Pline l'Ancien
- Pline le Jeune

#### Autres cités antiques ensevelies par des éruptions
- Akrotiri
- Joya de Cerén

#### Divers
- Cités perdues
- Liste des villes italiennes de plus de 25 000 habitants